# Russelia leptopoda
Russelia leptopoda är en grobladsväxtart som beskrevs av Cyrus Longworth Lundell. Russelia leptopoda ingår i släktet Russelia och familjen grobladsväxter. Inga underarter finns listade i Catalogue of Life.